# Pavlov, Kladno
Pavlov là một làng thuộc huyện Kladno, vùng Středočeský, Cộng hòa Séc.